# 라마달레나

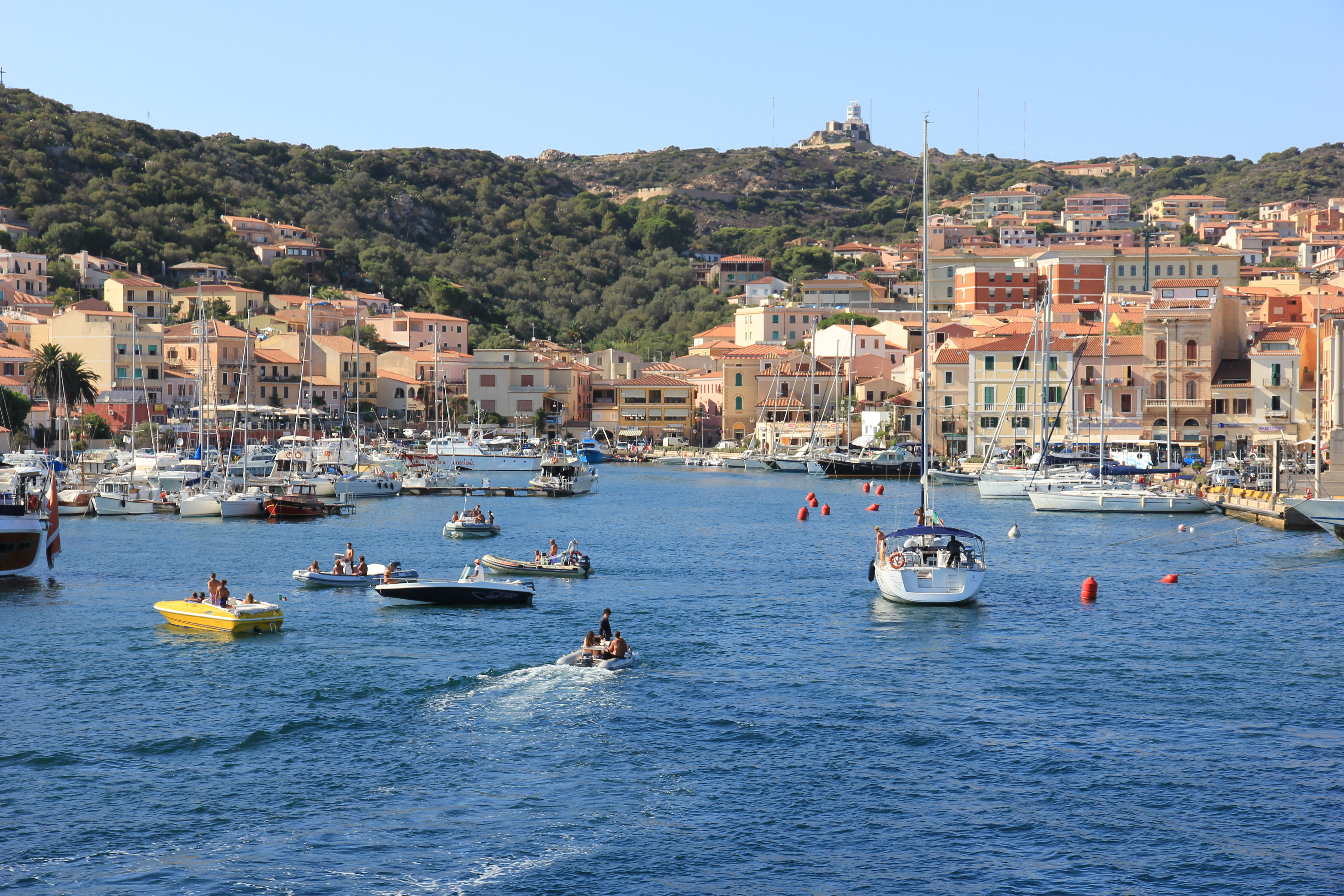

라마달레나(La Maddalena)는 이탈리아 사르데냐 북부 사사리도의 마달레나군도에 위치한 코무네이다.
마달레나군도에서 가장 큰 타운으로, 보니파시오 해협에 위치한다.

## 자매도시
- 프랑스 아작시오
- 프랑스 니스